# Europese kampioenschappen judo 1992

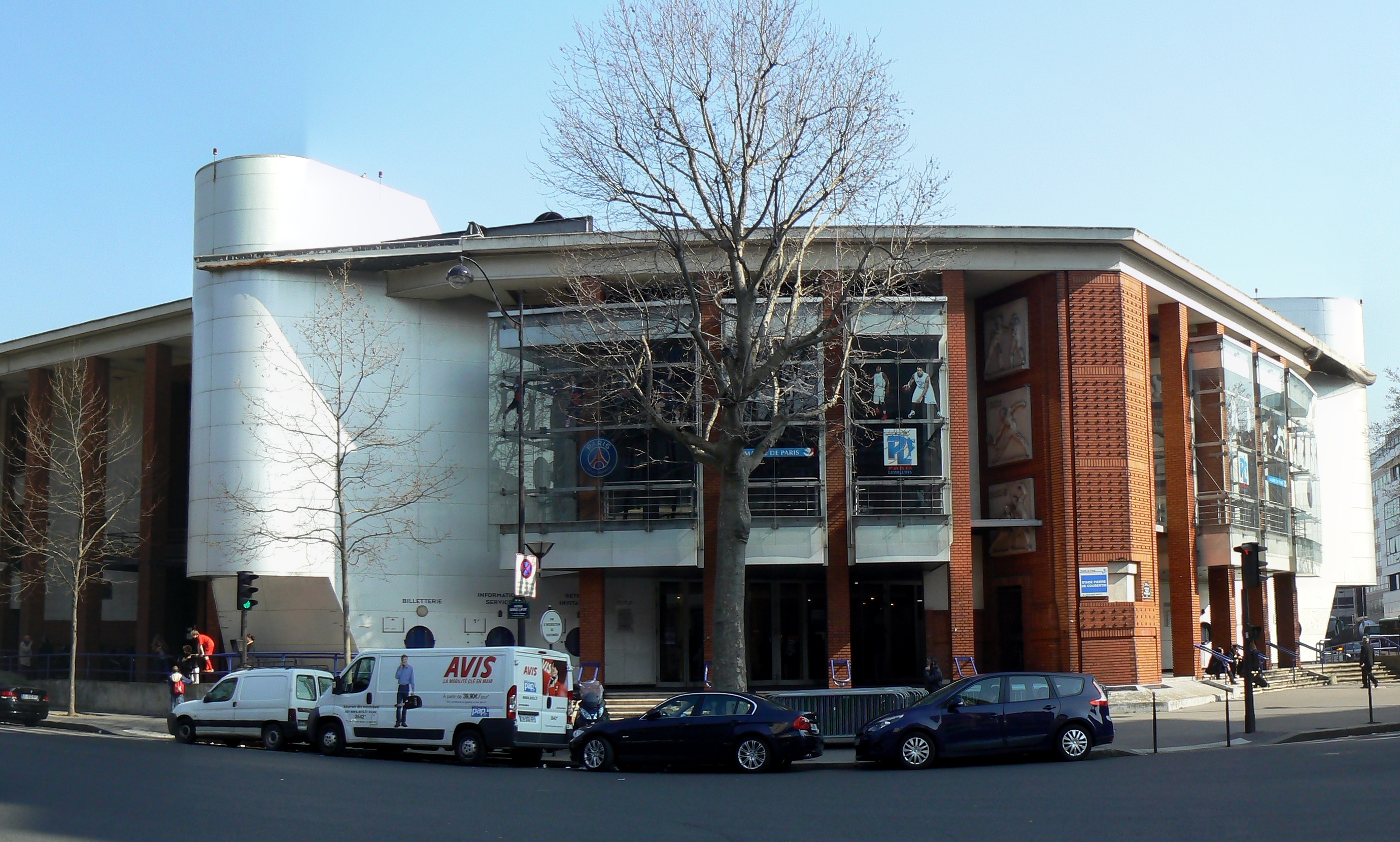
Stade Pierre-de-Coubertin, Parijs.

De Europese kampioenschappen judo 1992 werden van 7 tot en met 10 mei 1992 gehouden in Parijs, Frankrijk. De wedstrijden vonden plaats in het Stade Pierre-de-Coubertin.
Judoka's van een aantal voormalige Sovjetstaten namen deel aan het toernooi onder de vlag van het Gemenebest van Onafhankelijke Staten (GOS).

## Resultaten

### Mannen
| Gewichtsklasse | Goud               | Zilver             | Brons                            |
| -------------- | ------------------ | ------------------ | -------------------------------- |
| – 60 kg        | Nasim Gusseinov    | Philip Pradayrol   | Keith Gough Raik Arnold          |
| – 65 kg        | Benoît Campargue   | Vsevolods Zelonijs | Ivan Netov Francisco Lorenzo     |
| – 71 kg        | Norbert Haimberger | Bruno Carabetta    | Oren Smadja Joaquín Ruíz         |
| – 78 kg        | Marko Spittka      | Olivier Schaffter  | Bertrand Damaisin Sharip Varaev  |
| – 86 kg        | Pascal Tayot       | Adrian Croitoru    | Giorgio Vismara León Villar      |
| – 95 kg        | Stéphane Traineau  | Dmitri Sergeyev    | Luigi Guido Antal Kovács         |
| + 95 kg        | Frank Möller       | Sergey Kosorotov   | David Douillet Dennis Raven      |
| Open           | Thomas Müller      | Georges Mathonnet  | Harry Van Barneveld Elvis Gordon |

### Vrouwen
| Gewichtsklasse | Goud                  | Zilver            | Brons                                 |
| -------------- | --------------------- | ----------------- | ------------------------------------- |
| – 48 kg        | Cécile Nowak          | Yolanda Soler     | Annikka Mutanen Giovanna Tortora      |
| – 52 kg        | Loretta Doyle         | Jessica Gal       | Heidi Goossens Alessandra Giungi      |
| – 56 kg        | Nicola Fairbrother    | Nicole Flagothier | Cathérine Arnaud Miriam Blasco        |
| – 61 kg        | Boguslawa Olechnowicz | Frauke Eickhoff   | Yelena Petrova Begoña Gomez           |
| – 66 kg        | Emanuela Pierantozzi  | Heidi Rakels      | Elena Kotelnikova Alexandra Schreiber |
| – 72 kg        | Laëtitia Meignan      | Ulla Werbrouck    | Irene de Kok Karin Krueger            |
| + 72 kg        | Svetlana Gundarenko   | Claudia Weber     | Monique van der Lee Renata Szal       |
| Open           | Angelique Seriese     | Simona Richter    | Karin Kutz Natalina Lupino            |

## Medailleklassement
| Plaats | Land                | Goud | Zilver | Brons | Totaal |
| 1      | Frankrijk           | 5    | 3      | 4     | 12     |
| 2      | Duitsland           | 3    | 2      | 4     | 9      |
| 3      | GOS                 | 2    | 2      | 3     | 7      |
| 4      | Verenigd Koninkrijk | 2    | –      | 1     | 3      |
| 5      | Nederland           | 1    | 1      | 3     | 5      |
| 6      | Italië              | 1    | –      | 4     | 5      |
| 7      | Polen               | 1    | –      | 1     | 2      |
| 8      | Oostenrijk          | 1    | –      | –     | 1      |
| 9      | België              | –    | 3      | 2     | 5      |
| 10     | Roemenië            | -    | 2      | –     | 2      |
| 11     | Spanje              | -    | 1      | 5     | 6      |
| 12     | Zwitserland         | -    | 1      | –     | 1      |
| 12     | Letland             | –    | 1      | –     | 1      |
| 14     | Bulgarije           | –    | -      | 1     | 1      |
| 14     | Finland             | –    | -      | 1     | 1      |
| 14     | Ierland             | –    | -      | 1     | 1      |
| 14     | Israël              | –    | -      | 1     | 1      |
| 14     | Hongarije           | –    | -      | 1     | 1      |
|        | Totaal              | 16   | 16     | 32    | 64     |